# Jencarlos Canela
Jencarlos Canela (Miami, Florida, 21. travnja 1988.) američki je glumac i pjevač kubanskog podrijetla.

## Životopis
U vrlo ranoj dobi Jencarlos je radio kao dječji model. Pohađao je satove glasovira, gitare i udaraljki, a 2006. uspješno je maturirao. Godine 2008. Telemundo ga je odabrao za glavnog tinejdžerskog lika u sapunici Pecados ajenos, u kojoj je utjelovio lik Alfreda Torresa, a zajedno s dominikanskom pjevačicom Cristal Marie snimio je pjesmu Dibujemos un mundo za potrebe uvodne špice te serije. Grad Miami Beach angažirao ga je za zaštitno lice svoje kampanje. Glazbeni producent Rudy Pérez radio je s Jencarlosom na produkciji njegovog prvog albuma nazvanog Buscame. Prvi singl s tog albuma je Amor Quédate, koji se još uvijek vrti na mnogim radiopostajama diljem svijeta. Zanimljivo je spomenuti i to da je spot za pjesmu Amor Quédate za samo nekoliko sati postao broj jedan na iTunesu, učinivši tu pjesmu jednom od najprodavanijih. Ista pjesma bila je korištena kao glazbena podloga na ulaznoj špici Telemundove telenovele Anđeo i vrag, u kojoj Jencarlos ima glavnu ulogu. Jencarlos je, zajedno s manekenkom i glumicom Everlayn Borges, bio protagonist mjuzikla Miami Libre.

2009. godine Jencarlos je proglašen jednim od 25 najmuževnijih latino-muškaraca.  Dobitnik je i nagrade "Premios Sin Limite" kao najbolji tinejdžerski glumac i najbolji izvođač glazbene podloge za sapunicu. Samo tri mjeseca nakon što je izdao prvi album izabran je za finalista prestižne dodjele nagrada latino-glazbe "Premios Billboard". Njegov singl Amor Quédate bio je dva tjedna na vrhu Billboardove ljestvice. Krajem siječnja 2010. godine osvojio je i prvu zlatnu ploču za album "Búscame". 2011. godine snima telenovelu Mi corazón insiste zajedno s Carmen Villalobos. U rujnu 2011. godine na Twitteru preko twitcama je potvrdio svoju vezu s glumicom Gaby Espino te da očekuju sina.

## Filmografija
| Television                 | Television                          | Television                                            | Television                                                  |
| Godina                     | Naslov                              | Uloga                                                 | Bilješke                                                    |
| -------------------------- | ----------------------------------- | ----------------------------------------------------- | ----------------------------------------------------------- |
| 2007. – 2008.              | Pecados ajenos                      | Alfredo Torres                                        | Sporedna uloga.                                             |
| 2008.                      | Gospođa Barbara                     | Asdrúbal                                              | Manja uloga, Barbarin dečko u tinejdžerskim danima, ubijen. |
| 2009. – 2010.              | Anđeo i vrag                        | Angel Salvador (poznat kao Vrag i Salvador Dominguez) | Glavna uloga.                                               |
| 2011.                      | Mi Corazon Insiste                  | Andrés Santacruz                                      | Glavna uloga                                                |
| Gostujuća TV pojavljivanja |                                     |                                                       |                                                             |
| Godina                     | Naslov                              | Uloga                                                 | Bilješke                                                    |
| 2010.                      | The Tonight Show with Conan O'Brien | (kao Jencarlos; glumio sebe)                          | Glazbeni gost - Amor Quédate (134. epizoda).                |
| Film                       |                                     |                                                       |                                                             |
| Godina                     | Naslov                              | Uloga                                                 | Bilješke                                                    |
| 2009.                      | Más sabe el diablo: El primer golpe | Angel Salvador (poznat kao Vrag)                      | Izravno na DVD-u; prequel Anđeo i vrag                      |

## Vanjske poveznice
- Službena stranica
- Službena glazbena stranica  Arhivirana inačica izvorne stranice od 13. studenoga 2010. (Wayback Machine)
- Jencarlos Canela u internetskoj bazi filmova IMDb-u (engl.)